# Liedtexter
Liedtexter oder Textdichter nennt man die Verfasser von Texten zu bestehenden oder geplanten Kompositionen der Vokalmusik. Sie besitzen an ihren Werken geistiges Eigentum.

## Allgemeines
Der Liedtext ist einer der beiden Bestandteile eines Werkes der Vokalmusik. Er wird vom Textdichter in einer bestimmten Sprache verfasst und muss rhythmisch und von der Phrasierung zur Musik passen. Er ist meist in einem durchgängigen Versmaß gehalten und gibt dem Lied oft seine rhythmische Struktur. Deshalb arbeiten Liedtexter und Musikkomponist meist eng zusammen, um Text und Musik zu einer harmonischen Einheit zu verschmelzen. Dabei kann es sich sowohl um die Vertextung einer vorhandenen Melodie als auch um die Vertonung eines bestehenden Textes in einer bewussten Abstimmungssituation handeln. Die Verknüpfung eines gedanklichen Inhalts mit einer Melodie sowie die Phrasierung des Textes sind das Resultat eines kreativen Abstimmungsprozesses.
Die GEMA, der Verband Deutscher Musikschaffender und die Rechtsprechung verwenden den Begriff „Textdichter“, während im englischen Sprachraum der Begriff „author“ üblich ist (englisch für „Autor“; siehe die US-amerikanische ASCAP-Verwertungsgesellschaft American Society of Composers, Authors and Publishers).

## Rechtsfragen (Deutschland)

### Materielles Urheberrecht
Miturheberschaft vs. Werkverbindung. In urheberrechtlicher Hinsicht sind Text und Musik jeweils eigenständige, gesondert verwertbare Werke. Deswegen liegt zwischen Komponist und Liedtexter auch keine Miturheberschaft (§ 8 UrhG) vor. Regelmäßig werden die beiden Werke – das Werk der Musik und das Sprachwerk – aber durch Vertrag von ihren jeweiligen Urhebern (mitunter auch stillschweigend) zur gemeinsamen Verwertung verbunden. Für derartige Werkverbindungen gelten die Rechtsfolgen des § 9 UrhG. Danach hat jeder der Urheber im Rahmen von Treu und Glauben einen Anspruch gegen den jeweils anderen auf Einwilligung (gegen Vergütung) in die Nutzung in der Werkverbindung. 
Hiermit wird der Gefahr begegnet, dass einer der Urheber die Auswertung der Verbindung durch den jeweils anderen behindern könnte. Mit der Werkverbindung entsteht zwischen Texter und Komponist eine Verwertungsgemeinschaft in der Form einer Gesellschaft bürgerlichen Rechts. Gegen die Verwertung eines der Werke außerhalb der Werkverbindung kann der Urheber des anderen Werkes grundsätzlich nicht vorgehen.
Dem Liedtexter steht es also etwa grundsätzlich frei, seinen Text in einer Zeitung abzudrucken oder mit einem anderen Komponisten zusammenzuarbeiten und den Text dort einzubringen. Allerdings bestehen auch hier gewisse Treuepflichten; zudem wird die Einzelverwertung in der Praxis häufig vertraglich eingeschränkt. Ähnliches gilt auch in Österreich, wo die Verbindung von Musik und Text gleichfalls keine Miturheberschaft, sondern eine Werkverbindung begründet, für die zwar anders als im deutschen Recht keine eigene Regelung besteht, die jedoch regelmäßig ebenso zu einer Gesellschaft bürgerlichen Rechts (§§ 1175 ff. ABGB) zwischen den beteiligten Urhebern führt.
Bearbeiterurheberrecht. Orientiert sich ein Liedtexter an einem vorbestehenden Text bzw. Ausgangswerk, so kann er durch sein Schaffen ein Bearbeiterurheberrecht erlangen (§ 3 UrhG). Voraussetzung ist allerdings, dass es sich bei seiner Leistung um eine persönliche geistige Schöpfung handelt bzw. eine hinreichende Schöpfungshöhe vorhanden ist. Zur Erlangung des Bearbeiterurheberrechts ist es unerheblich, ob das Ausgangswerk noch urheberrechtlich geschützt ist oder nicht. Ist das Ausgangswerk bereits gemeinfrei geworden, so kann durch Bearbeitung dieses Textes nicht nur ein Bearbeiterurheberrecht, sondern sogar originäres Schaffen  (§ 2 UrhG) entstehen. Falls des bearbeitete Werk hingegen noch urheberrechtlich geschützt ist, kann das Ergebnis der Bearbeitung immer nur mit Zustimmung des Urhebers des Originalwerkes verwertet werden (§ 23 Satz 1 UrhG). 
Nicht jede Schöpfung, die sich an ein vorbestehendes Werk anlehnt, führt allerdings zu einer Bearbeitung. Schafft der Liedtexter unter Benutzung eines vorbestehenden Werkes ein neues Werk und besteht zwischen dem neuen und dem alten Werk ein solcher Abstand, dass die dem geschützten älteren Werk entnommenen individuellen Züge gegenüber der Eigenart des neugeschaffenen Werks verblassen, so liegt eine freie Benutzung vor (§ 24 UrhG). In diesem Fall ist der Urheber des Ausgangswerks anspruchslos gestellt.
Urheberschaftsvermutung. Nach § 10 UrhG wird zugunsten desjenigen, der auf einem Vervielfältigungsstück in der üblichen Weise als Urheber bezeichnet ist, vermutet, dass er auch tatsächlich Urheber ist. Diese Beweiserleichterung ist wichtig für die Durchsetzung urheberrechtlicher Ansprüche. Werden Liedtexter und Komponist nebeneinander auf einem Notenblatt oder einem Datenträger als Urheber benannt, ohne dass ersichtlich ist, welcher von beiden für den Text und welcher für die Komposition verantwortlich zeichnet, so greift diese Beweiserleichterung ebenfalls. Vermutet wird dann, dass die Genannten gleichberechtigte Miturheber des Textes und der Melodie sind.

### Rolle der GEMA
Die GEMA nimmt sowohl die Ansprüche der Komponisten als auch der Textdichter wahr. In ihrem Verteilungsplan ist festgelegt, dass der Textdichter auch dann beteiligt wird, wenn das Musikwerk, zu dem der Text gehört, ohne den Text genutzt wird. Die GEMA führt in ihrem Verteilungsplan außerdem die Kategorie des „Spezialtextdichters“. Hierbei handelt es sich um einen Bearbeiter des Originaltexts. Er wird an der Ausschüttung beteiligt, wenn seine Textbearbeitung bei der GEMA angemeldet ist, in den Nutzungsmeldungen identifizierbar ist und die Textbearbeitung sowie seine Beteiligung von den am geschützten Werk beteiligten Berechtigten genehmigt wurde.
Bei der öffentlichen Wiedergabe eines textierten Werkes erhält der Textdichter in den meisten Fällen 4/12 des pro Werk ermittelten Ausschüttungsbetrags. Bei diesem Anteil bleibt es auch, wenn ein Bearbeiter hinzutritt; muss neben dem Komponisten und dem Textdichter zusätzlich noch ein Verleger oder ein Verleger und ein Bearbeiter vergütet werden, verringert sich der Anteil des Textdichters demgegenüber jeweils auf 3/12. Der Spezialtextdichter erhält die Hälfte des Textdichteranteils.
Bei Werken der ernsten Musik, bei denen in geringem Umfang Text aufgeführt wird, wird der Anteil des Textdichters in Abweichung zum Vorstehenden entsprechend dem Verhältnis des verwendeten Textes zum Gesamtumfang des Werkes angesetzt. Für einzelne Sparten gelten abweichende Regelungen.

## Spezialisierungen
Librettisten nennt man Textdichter von Opern, Operetten oder Musicals. Hier gehören neben den musikalischen auch die gesprochenen Texte zum Werk. Viele Textdichter sind auf das Verfassen von Liedern und Schlagern der leichten Tanz- und Unterhaltungsmusik spezialisiert.
Liedermacher und Singer-Songwriter vereinen Textdichtung, Komposition und Interpretation bzw. Aufführung in einer Person. Beide Begriffe entstanden in den 1960er-Jahren und werden unterschieden, etwa nach dem Schwerpunkt des Werks, der beim deutschen Begriff „Liedermacher“ eher auf dem Text und einer Botschaft an das Publikum liegt, der sich die Musik mit vorwiegend akustischen Instrumenten unterordnet. Der englische Begriff ist hingegen offener und wird auch verwendet, wenn die Künstler in Begleitung einer Pop- oder Rockband auftreten. Er hat auch im deutschen Sprachraum Eingang gefunden.

### Deutsche Teilung
Nach 1945 setzten Textdichter und Komponisten in ganz Deutschland ihre Arbeit zunächst gemeinsam fort. So gründete und leitete Michael Jary 1945 das Radio Berlin Tanzorchester und 1946 das Rundfunkorchester Radio Saarbrückens.
Durch die deutsche Teilung nahmen Zusammenarbeit und gemeinsame Produktionen ab. Ende der 1950er Jahre suchte der Rundfunk im Osten Deutschlands verstärkt nach „eigenen“ Autoren. Staatliche Regelungen förderten diese Entwicklung. 1961 stammten die für Amiga arbeitenden 45 Komponisten und 18 Textdichter vornehmlich aus dem Osten.
Die Geschichte der ostdeutschen Textdichtung geriet nach der Wiedervereinigung aus dem Blick. So enthalten die nach 1990 erschienenen Zusammenstellungen Deutsche Schlager und 120 % Schlager keine ostdeutschen Liedtexter. Allein eine Sammlung von Schlager-Textheften beinhaltet für die Zeit nach 1945 neben westdeutschen auch die ostdeutschen Hefte vom Harth Musik Verlag Leipzig-Berlin und dem Lied der Zeit Musikverlag Berlin.